# ReWire
ReWire（リワイア）は、2つのソフトウェア（主に音楽制作用）の間でオーディオデータやMIDIデータをやりとりするためのシステムのひとつ。また、その規格の名前。
1998年にPropellerheadのReBirth RB-338とスタインバーグのCubase VSTの間の連携をとるためにPropellerhead Software ABが開発。以降いくつか改良と機能の追加が重ねられ、現在はReWire 2がリリースされ、異なるメーカーの多数のDAWソフトウェアに対応している。

## 特徴
- 最高256の個別のオーディオチャンネル（ReWire 1では、最高64チャンネル）をリアルタイムでやりとりできる。
- 最高4080の個別のMIDIチャンネルをリアルタイムでやりとりできる。（1つのバスにつき16チャンネル、255MIDIバス）
- 両方にシーケンサーが内蔵されている場合、再生・停止や早送り・巻き戻しを同期させることができる。
- 一方のアプリケーションが、もう一方のアプリケーションにオーディオチャネル名などを問合せることができる。（ReWire 2が必要）